# 104-es szoba
A 104-es szoba (eredeti cím: Room 104) 2017-es amerikai televíziós sorozat. Mark Duplass és Jay Duplass volt az alkotó, a Duplass Brothers Productions gyártotta. A sorozat antológia jelleggel több történetet mesél el, amik ugyanabban a motelszobában játszódnak le. Az Amerikai Egyesült Államokban az HBO adta 2017. július 28. és 2020. október 9. között. Magyarország az HBO Go kínálatába került fel, később az HBO 3 tűzte műsorra 2017. augusztus 18-án.

## Szereplők
| Színész           | Szerep                | Magyar hang        |
| ----------------- | --------------------- | ------------------ |
| Melonie Diaz      | Meg                   | Csifó Dorina       |
| Jenny Leonhardt   | Larry                 |                    |
| Clark Duke        | Jarod                 |                    |
| Konstantin Lavysh | Boris                 |                    |
| Amy Landecker     | Joan                  |                    |
| Hugo Armstrong    | Steve                 |                    |
| Ethan Kent        | Ralph                 | Berecz Kristóf Uwe |
| Keta Meggett      | Rayna                 |                    |
| Mae Whitman       | Liza                  |                    |
| Nat Wolff         | Joseph                |                    |
| Ross Partridge    | Bradley               | Czvetkó Sándor     |
| Lily Gladstone    | 911-ügyfélszolgálatos | Vámos Mónika       |

## Epizódok
| Évad | Évad | Epizódok | Eredeti sugárzás     | Eredeti sugárzás   | Eredeti adó | Magyar sugárzás      | Magyar sugárzás    | Magyar adó |
| Évad | Évad | Epizódok | Évadpremier          | Évadfinálé         | Eredeti adó | Évadpremier          | Évadfinálé         | Magyar adó |
| ---- | ---- | -------- | -------------------- | ------------------ | ----------- | -------------------- | ------------------ | ---------- |
|      | 1    | 12       | 2017. július 28.     | 2017. október 13.  | HBO         | 2017. augusztus 18.  | 2017. november 3.  | HBO 3      |
|      | 2    | 12       | 2018. november 9.    | 2018. december 15. | HBO         | 2018. november 16.   | 2019. február 8.   | HBO 3      |
|      | 3    | 12       | 2019. szeptember 13. | 2019. november 29. | HBO         | 2019. október 25.    | 2019. december 20. | HBO 3      |
|      | 4    | 12       | 2020. július 24.     | 2020. október 9.   | HBO         | 2020. szeptember 11. | 2020. november 27. | HBO 3      |

### 1. évad (2017)
| Sor. | Év. | Cím                     | Rendező                  | Író                                                              | Premier                                  | Nézettség   |
| ---- | --- | ----------------------- | ------------------------ | ---------------------------------------------------------------- | ---------------------------------------- | ----------- |
| 1.   | 1.  | Ralphie                 | Sarah Adina Smith        | Mark Duplass                                                     | 2017. július 28. 2017. augusztus 18.     | 0,25 millió |
| 2.   | 2.  | Pizza Boy               | Patrick Brice            | Mark Duplass                                                     | 2017. augusztus 4. 2017. augusztus 25.   | 0,43 millió |
| 3.   | 3.  | The Knockandoo          | Sarah Adina Smith        | Carson Mell                                                      | 2017. augusztus 11. 2017. szeptember 1.  | 0,44 millió |
| 4.   | 4.  | I Knew You Weren't Dead | So Yong Kim              | Mark Duplass                                                     | 2017. augusztus 18. 2017. szeptember 8.  | 0,31 millió |
| 5.   | 5.  | The Internet            | Doug Emmett              | Mark Duplass                                                     | 2017. augusztus 25. 2017. szeptember 15. | 0,39 millió |
| 6.   | 6.  | Voyeurs                 | Dayna Hanson             | Dayna Hanson                                                     | 2017. szeptember 1. 2017. szeptember 22. | 0,24 millió |
| 7.   | 7.  | The Missionaries        | Megan Griffiths          | Mark Duplass                                                     | 2017. szeptember 8. 2017. szeptember 29. | 0,37 millió |
| 8.   | 8.  | Phoenix                 | Ross Partridge           | Történet: Xan Aranda és Ross Partridge Tévéjáték: Ross Partridge | 2017. szeptember 15. 2017. október 6.    | 0,38 millió |
| 9.   | 9.  | Boris                   | Chad Hartigan            | Ross Partridge                                                   | 2017. szeptember 22. 2017. október 13.   | 0,33 millió |
| 10.  | 10. | Red Tent                | Anna Boden és Ryan Fleck | Anna Boden és Ryan Fleck                                         | 2017. szeptember 29. 2017. október 20.   | 0,34 millió |
| 11.  | 11. | The Fight               | Megan Griffiths          | Mark Duplass                                                     | 2017. október 6. 2017. október 27.       | 0,31 millió |
| 12.  | 12. | My Love                 | Marta Cunningham         | Mark Duplass                                                     | 2017. október 13. 2017. november 3.      | 0,23 millió |

### 2. évad (2018)
| Sor. | Év. | Cím                              | Rendező          | Író                                                                  | Premier                               | Nézettség   |
| ---- | --- | -------------------------------- | ---------------- | -------------------------------------------------------------------- | ------------------------------------- | ----------- |
| 13.  | 1.  | FOMO                             | Ross Partridge   | Mark Duplass                                                         | 2018. november 9. 2018. november 16.  | 0,22 millió |
| 14.  | 2.  | Mr. Mulvahill                    | Ross Partridge   | Mark Duplass                                                         | 2018. november 10. 2018. november 23. | 0,15 millió |
| 15.  | 3.  | Swipe Right                      | Liza Johnson     | Liza Johnson                                                         | 2018. november 16. 2018. november 30. | 0,22 millió |
| 16.  | 4.  | Hungry                           | Patrick Brice    | Mark Duplass                                                         | 2018. november 17. 2018. december 7.  | 0,18 millió |
| 17.  | 5.  | The Woman in the Wall            | Gaby Hoffmann    | Történet: Esti Giordani Tévéjáték: Mark Duplass                      | 2018. november 23. 2018. december 14. | 0,13 millió |
| 18.  | 6.  | Arnold                           | Julian Wass      | Mark Duplass és Julian Wass                                          | 2018. november 24. 2018. december 21. | 0,13 millió |
| 19.  | 7.  | The Man and the Baby and the Man | Josephine Decker | Történet: Josephine Decker Tévéjáték: Josephine Decker és Onur Tukel | 2018. november 30. 2019. január 4.    | 0,16 millió |
| 20.  | 8.  | A Nightmare                      | Jonah Markowitz  | Mark Duplass                                                         | 2018. december 1. 2019. január 11.    | 0,14 millió |
| 21.  | 9.  | The Return                       | So Yong Kim      | Mark Duplass                                                         | 2018. december 7. 2019. január 18.    | 0,15 millió |
| 22.  | 10. | Artificial                       | Natalie Morales  | Mark Duplass                                                         | 2018. december 8. 2019. január 25.    | 0,19 millió |
| 23.  | 11. | Shark                            | Mark Duplass     | Mark Duplass                                                         | 2018. december 14. 2019. február 1.   | 0,11 millió |
| 24.  | 12. | Josie & Me                       | Lila Neugebauer  | Lauren Budd                                                          | 2018. december 15. 2019. február 8.   | 0,12 millió |

### 3. évad (2019)
| Sor. | Év. | Cím                    | Rendező                    | Író                              | Premier                                | Nézettség   |
| ---- | --- | ---------------------- | -------------------------- | -------------------------------- | -------------------------------------- | ----------- |
| 25.  | 1.  | The Plot               | Macon Blair                | Macon Blair                      | 2019. szeptember 13. 2019. október 25. | 0,27 millió |
| 26.  | 2.  | Animal for Sale        | Patrick Brice              | Patrick Brice                    | 2019. szeptember 20. 2019. november 1. | 0,25 millió |
| 27.  | 3.  | Itchy                  | Patrick Brice              | Mark Duplass                     | 2019. szeptember 27. 2019. november 8. | 0,22 millió |
| 28.  | 4.  | Rogue                  | Jenée LaMarque             | Jenée LaMarque és Julian Wass    | 2019. október 4. 2019. november 15.    | 0,16 millió |
| 29.  | 5.  | Drywall Guys           | Shira Piven és Doug Emmett | Mark Duplass                     | 2019. október 11. 2019. november 15.   | 0,25 millió |
| 30.  | 6.  | A New Song             | Mark Duplass               | Mark Duplass és Mel Eslyn        | 2019. október 18. 2019. november 22.   | 0,16 millió |
| 31.  | 7.  | Jimmy & Gianni         | Doug Emmett                | Mark Duplass                     | 2019. október 25. 2019. november 22.   | 0,16 millió |
| 32.  | 8.  | No Hospital            | Miguel Arteta              | Miguel Arteta                    | 2019. november 1. 2019. november 29.   | 0,22 millió |
| 33.  | 9.  | Prank Call             | So Yong Kim                | Mark Duplass                     | 2019. november 8. 2019. november 29.   | 0,26 millió |
| 34.  | 10. | Night Shift            | Benjamin Kasulke           | Benjamin Kasulke és Mark Duplass | 2019. november 15. 2019. december 6.   | 0,28 millió |
| 35.  | 11. | Crossroads             | Patrick Brice              | Sam Bain                         | 2019. november 22. 2019. december 13.  | 0,13 millió |
| 36.  | 12. | The Specimen Collector | Mel Eslyn                  | Mel Eslyn                        | 2019. november 29. 2019. december 20.  | 0,14 millió |

### 4. évad (2020)
| Sor. | Év. | Cím                  | Rendező            | Író                            | Premier                                 | Nézettség   |
| ---- | --- | -------------------- | ------------------ | ------------------------------ | --------------------------------------- | ----------- |
| 37.  | 1.  | The Murderer         | Mark Duplass       | Mark Duplass                   | 2020. július 24. 2020. szeptember 11.   | 0,09 millió |
| 38.  | 2.  | Star Time            | Karan Soni         | Mark Duplass                   | 2020. július 31. 2020. szeptember 18.   | 0,17 millió |
| 39.  | 3.  | Avalanche            | Ross Partridge     | Mark Duplass                   | 2020. augusztus 7. 2020. szeptember 25. | 0,18 millió |
| 40.  | 4.  | Bangs                | Jenée LaMarque     | Jenée LaMarque és Lauren Parks | 2020. augusztus 14. 2020. október 2.    | 0,23 millió |
| 41.  | 5.  | Oh, Harry!           | Mel Eslyn          | Mel Eslyn                      | 2020. augusztus 21. 2020. október 9.    | 0,23 millió |
| 42.  | 6.  | The Hikers           | Lauren Budd        | Lauren Budd                    | 2020. augusztus 28. 2020. október 16.   | 0,29 millió |
| 43.  | 7.  | Foam Party           | Natalie Morales    | Bryan Poyser                   | 2020. szeptember 4. 2020. október 23.   | 0,15 millió |
| 44.  | 8.  | No Dice              | Patrick Brice      | Julian Wass                    | 2020. szeptember 11. 2020. október 30.  | 0,27 millió |
| 45.  | 9.  | The Last Man         | Julian Wass        | Mark Duplass                   | 2020. szeptember 18. 2020. november 6.  | 0,16 millió |
| 46.  | 10. | The Night Babby Died | Jenée LaMarque     | Jenée LaMarque és Julian Wass  | 2020. szeptember 25. 2020. november 13. | 0,22 millió |
| 47.  | 11. | Fur                  | Mel Eslyn          | Mel Eslyn                      | 2020. október 2. 2020. november 20.     | 0,10 millió |
| 48.  | 12. | Generations          | Sydney Fleischmann | Julian Wass                    | 2020. október 9. 2020. november 27.     | 0,17 millió |